# Tokyo DisneySea
Tokyo DisneySea (東京ディズニーシー, Tōkyō Dizunīshī) is een attractiepark in het Tokyo Disney Resort, in Urayasu, vlak bij Tokio. Het werd geopend op 4 september 2001. Het is eigendom van The Oriental Land Company; Tokyo DisneySea en Tokyo Disneyland zijn de enige Disneyparken die geen eigendom zijn van The Walt Disney Company.

## Geschiedenis
Het attractiepark heeft als hoofdthema maritiem, en is hierdoor uniek vergeleken met de overige Disney-Parken wereldwijd. Er was eerder al een plan om een soortgelijk Disney-park te bouwen in het zuiden van de Amerikaanse staat Californië onder de naam Port Disney, wat uiteindelijk geschrapt werd vanwege financiële problemen bij Disneyland Parijs. Een soortgelijk concept is uiteindelijk dan toch, in samenwerking met Disney, uitgevoerd door de The Oriental Land Company.
Het attractiepark opende op 4 september 2001 als tweede attractiepark binnen het Tokyo Disney Resort. De bouwkosten van het park bedroegen 4 miljard Amerikaanse dollar, waarmee Tokyo DisneySea het duurste attractiepark ter wereld is qua bouwkosten. Inmiddels is het park uitgegroeid tot een van de best bezochte attractieparken ter wereld.
In 2022 won Tokyo DisneySea de Applause Award en mocht zich hierna het beste attractiepark van de wereld noemen.

## Themagebieden

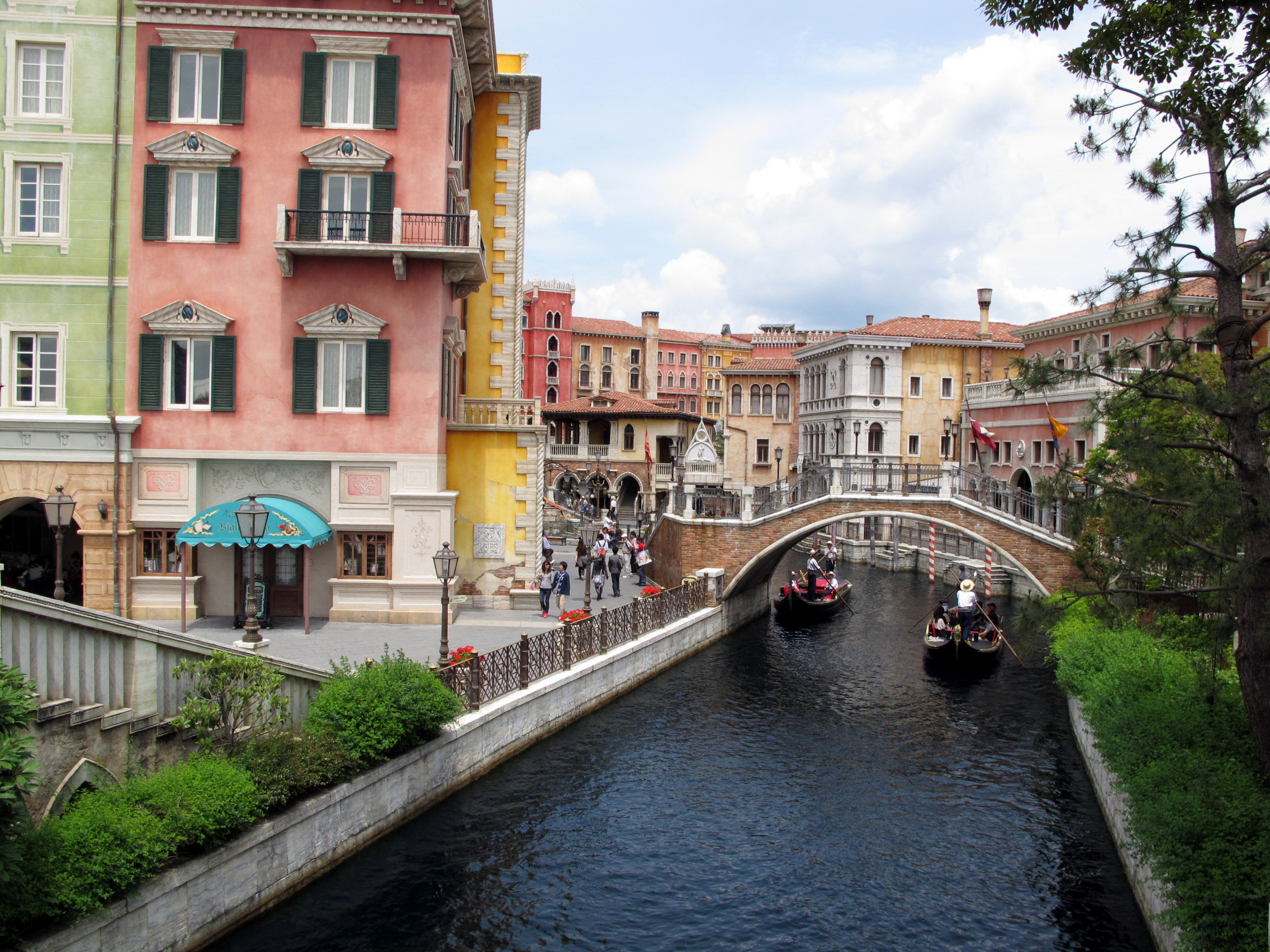
"Klein Venetië"

Het attractiepark telt anno 2024 acht themagebieden.
Mediterranean Harbor
Dit themagebied fungeert als entreezone van het attractiepark en is gedecoreerd als een Italiaanse stad, waarbij diverse Italiaanse steden als inspiratie gebruikt werden door ontwerpers zoals Venetië. Ook een replica van de koepel van de Kathedraal van Florence steekt boven de daken uit. Het themagebied kent geen grote attracties, maar wel een uitgebreid aanbod van horeca en souvenirwinkels.
Mysterious Island
Het themagebied is gebaseerd op twee verhalen van Jules Verne: Het geheimzinnige eiland en Twintigduizend mijlen onder zee. Herkenbare punten in het themagebied verwijzend naar deze verhalen zijn een vulkaan en onderzeeboot de Nautilus. Het themagebied telt twee grote attracties: Journey to the Center of the Earth en 20,000 Leagues Under the Sea.
Mermaid Lagoon

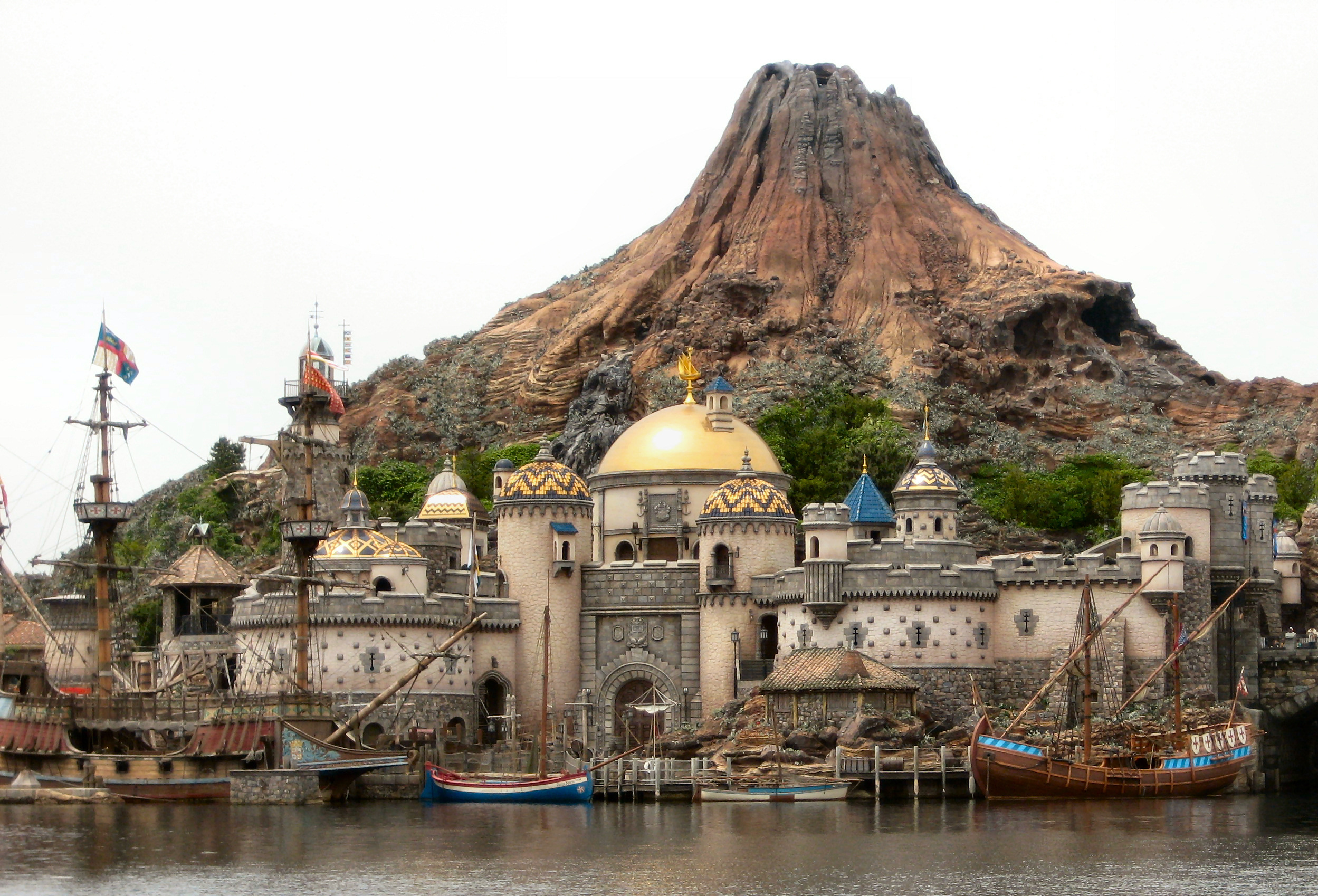
De walktrough Fortress Explorations in Mediterranean Harbor.

Dit themagebied is volledig indoor en staat in het teken van Disney's De kleine zeemeermin. In het themagebied zijn voornamelijk horeca en kleine attracties te vinden.
Arabian Coast
Arabian Coast is een themagebied dat in het teken staat van Disney's Aladdin en Duizend-en-een-nacht. Het gehele themagebied is in Arabische/oosterse stijl gebouwd. Er zijn diverse attracties te vinden zoals: Sindbad's Storybook Voyage en Jasmine's Flying Carpets.
Lost River Delta
Dit themagebied is gedecoreerd naar een archeologische site in een Midden-Amerikaans tropisch regenwoud in de jaren 30. Blikvanger is een piramide van de Azteken. Er zijn drie attracties in dit themagebied te vinden: Indiana Jones Adventure, Raging Spirits en een station van de trein.
Port Discovery
Port Discovery heeft als thema een retro-futuristische geïnspireerd door de wereld van sciencefiction romans en films uit het begin van de 20e eeuw. Attracties die hier te vinden zijn, zijn onder andere: Aquatopia en Nemo & Friends SeaRider.

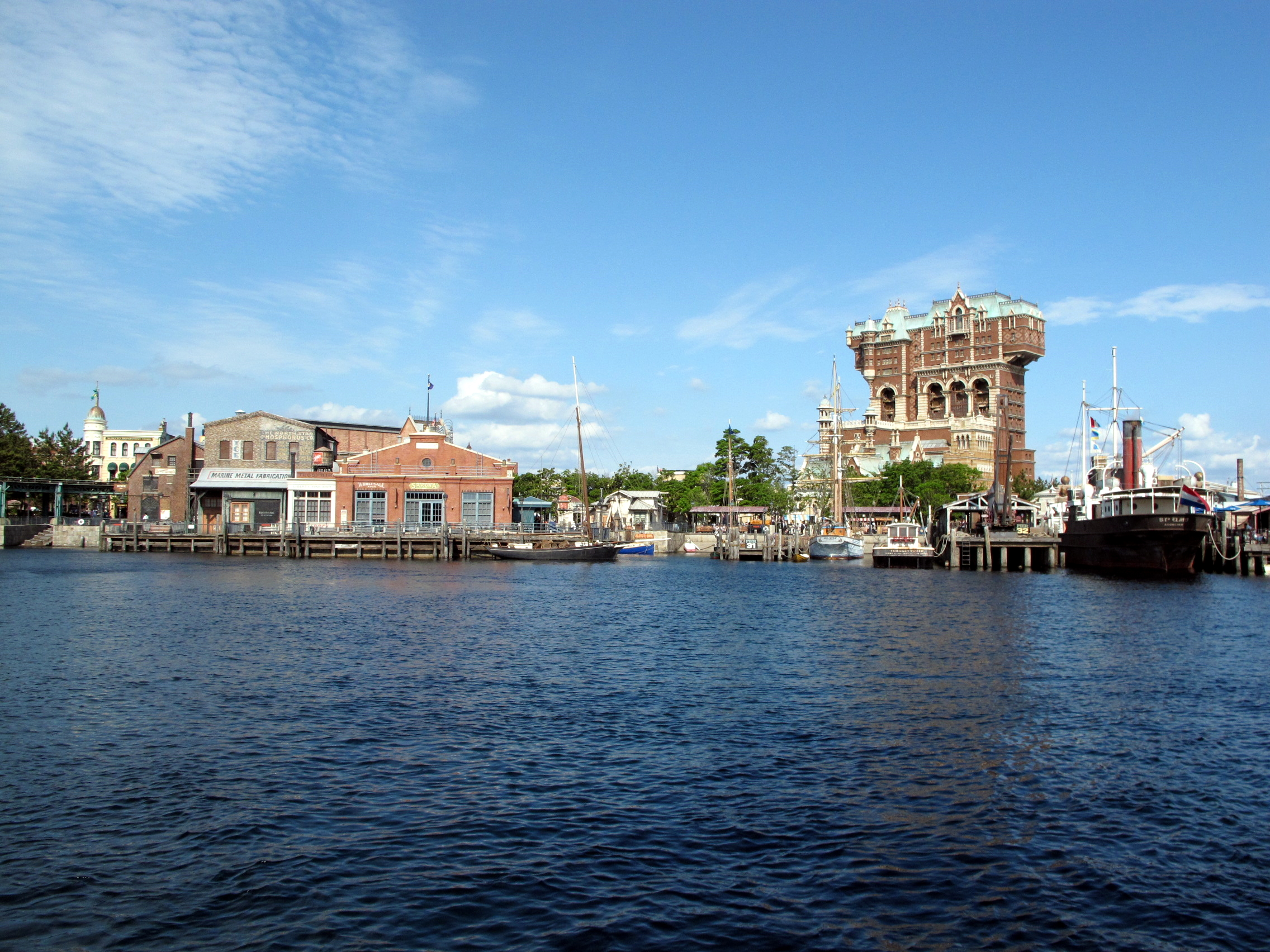
American Waterfront
American Waterfront is volledig gewijd aan het noordoosten van de Verenigde Staten in 20e eeuw. Zo zijn er diverse gebouwen en straten te vinden in de stijl van New York in 1910. Ook de SS Columbia ligt aangemeerd. Attracties die hier te vinden zijn, zijn onder andere: Toy Story Midway Mania! en de Tower of Terror.
Fantasy springs
Dit themagebied, onderverdeeld in de werelden van Frozen, Rapunzel en Peter Pan opent in juni 2024, na 5 jaar bouwen. Het themagebied telt vier attracties: Anna and Elsa's Frozen Journey, Rapunzel's Lantern Festival, Peter Pan's Never Land Adventure en Fairy Tinker Bell's Busy Buggies. Dit themagebied kostte ongeveer 2 miljard euro. De link met water zit hem in de term springs. Dit is Engels voor een waterbron. In elke wereld zijn er kunstmatige bronnen aangelegd waaruit watervallen ontstaan.

## Bezoekersaantallen
| 2008       | 2009       | 2010       | 2011       | 2012       | 2013       | 2014       | 2015       | 2016       | 2017       | 2018       | 2019       | 2020      | 2021      | 2022       |
| ---------- | ---------- | ---------- | ---------- | ---------- | ---------- | ---------- | ---------- | ---------- | ---------- | ---------- | ---------- | --------- | --------- | ---------- |
| 12.498.000 | 12.004.000 | 12.663.000 | 11.930.000 | 12.656.000 | 14.084.000 | 14.100.000 | 13.600.000 | 13.460.000 | 13.500.000 | 14.651.000 | 14.650.000 | 3.400.000 | 5.800.000 | 10.100.000 |

Tokyo Disney Resort · Lijst van attracties in Tokyo DisneySea · afbeeldingen
1980 Magic Kingdom (VS) ·
1982 Opryland USA (VS) ·
1986 Epcot (VS) ·
1988 Knott's Berry Farm (VS) · 
1990 Europa-Park (DE) ·
1992 Efteling (NL) ·
1994 Universal Studios Florida (VS) ·
1996 Cedar Point (VS) ·
1998 Silver Dollar City (VS) ·
2000 Hersheypark (VS) ·
2002 Busch Gardens Europe (VS) ·
2004 Holiday World (VS) ·
2006 Islands of Adventure (VS) ·
2008 Xetulul (GCA) ·
2010 Dollywood (VS) · 
2012 Ocean Park Hong Kong (CN) · 
2014 Puy du Fou (F) · 
2016 Busch Gardens Tampa (VS) · 
2018 Xcaret Park (MX) · 
2022 Tokyo DisneySea (JP)